# Pål Sverre Hagen
Pål Sverre Valheim Hagen (6 de noviembre de 1980) es un actor noruego. Es más conocido por haber interpretado a Thor Heyerdahl en la película Kon-Tiki.

## Biografía
Es hijo del ilustrador noruego Roar Hagen.
Se graduó de la "National Academy of the Arts" en 2003.

## Carrera
En 2008 se unió a la película DeUsynlige (en inglés: Troubled Water), donde dio vida a Jan Thomas Hansen, un hombre que sale de prisión después de servir una condena por asesinato, luego de que en su adolescencia junto a un amigo tomaran el carrito donde se encontraba el joven Isak, quien asustado corre, se resbala y se golpea la cabeza, lo que le ocasiona la muerte.
Ese mismo año se unió al elenco de la película de guerra Max Manus: Man of War, donde interpretó a Roy Nilsen, un miembro de la resistencia noruega durante la Segunda Guerra Mundial.
En 2011 se unió al elenco de la miniserie Buzz Aldrin, hvor ble det av deg i alt mylderet?, donde interpretó a Mattias, un hombre que está casi obsesionado por ser una persona anónima que luego de ser abandonado por su novia Helle, termina en las Islas Feroe, donde conoce a Havstein, un hombre que dirige una casa de cuidados para personas con mentes frágiles.
En 2012 se unió al elenco principal de la exitosa y popular película Kon-Tiki, donde dio vida al explorador noruego Thor Heyerdahl, quien junto a su tripulación busca probar su teoría de que la gente de América del Sur podría haber resuelto el misterio de cómo se pobló la Polinesia en la época precolombina mediante su expedición Kon-tiki en 1947.
En 2014 se unió a la película Kraftidioten (en inglés: In Order of Disappearance), donde dio vida a Greven-Ole Forsby, un traficante de drogas noruego.

## Filmografía

### Televisión
| Año             | Título                                           | Personaje | Notas                                  |
| --------------- | ------------------------------------------------ | --------- | -------------------------------------- |
| 2017 - presente | Valkyrien                                        | Leif      | -                                      |
| 2013            | Dag                                              | Vidar     | Episodio: "Døden gir livet perspektiv" |
| 2011            | Buzz Aldrin, hvor ble det av deg i alt mylderet? | Mattias   | Miniserie; 4 episodios                 |
| 2006            | Sejer - Svarte sekunder                          | Tomme     | 3 episodios                            |

### Cine
| Año  | Título                | Personaje         | Notas |
| ---- | --------------------- | ----------------- | --- |
| 2017 | Halo of Stars         | Hombre            | Junto a Lily Collins, Holliday Grainger, Harry Treadaway, Lukas Haas, Stacy Martin y Jean-Marc Barr                |
| 2016 | Flaskepost fra P      | Johannes          | Junto a Nikolaj Lie Kaas, Fares Fares, Jakob Oftebro, Jakob Ulrik Lohmann y Amanda Collin                          |
| 2016 | Birkebeinerne         | Gisle             | Junto a Kristofer Hivju, Åsmund Brede Eike, Jakob Oftebro, Thorbjørn Harr, Benjamin Helstad y Nikolaj Lie Kaas     |
| 2014 | Kraftidioten          | Greven-Ole Forsby | Junto a Stellan Skarsgård, Bruno Ganz, Birgitte Hjort Sørensen, Kristofer Hivju, Jakob Oftebro y Tobias Santelmann |
| 2013 | Gåten Ragnarok        | Sigurd            | Junto a Jens Hultén, Nicolai Cleve Broch, Bjørn Sundquist, Sofia Helin y Terje Strømdahl                           |
| 2012 | Kon-Tiki              | Thor Heyerdahl    | Junto a Jakob Oftebro, Anders Baasmo Christiansen, Tobias Santelmann, Gustaf Skarsgård y Odd-Magnus Williamson     |
| 2011 | Jeg reiser alene      | Hasse Ognatun     | Junto a Rolf Kristian Larsen, Amina Eleonora Bergrem, Ingrid Bolsø Berdal, Marte Opstad y Gustaf Hammarsten        |
| 2009 | Jernanger             | Kris              | Junto a Ailo Gaup, Hans Petter Hansen, Magne Høyland, Marko Iversen Kanic y Rikke Westerlund Lie                   |
| 2009 | Amor                  | Thomas            | Cortometraje; junto a Mattis Herman Nyquist, Ida Elise Broch, Jenny Skavlan y Anders Rummelhoff                    |
| 2008 | Max Manus: Man of War | Roy Nilsen        | Junto a Aksel Hennie, Agnes Kittelsen, Nicolai Cleve Broch, Ken Duken, Jakob Oftebro y Christian Rubeck            |
| 2008 | DeUsynlige            | Jan Thomas        | Junto a Trond Espen Seim, Trine Dyrholm, Ellen Dorrit Petersen, Fredrik Grøndahl y Angelou Garcia                  |

## Premios y nominaciones
| Año  | Categoría                         | Premio                         | Trabajo nominado                                 | Resultado |
| ---- | --------------------------------- | ------------------------------ | ------------------------------------------------ | --------- |
| 2014 | Best Actor                        | Gutbuster Comedy Feature Award | Kraftidioten                                     | Ganador   |
| 2014 | Best Actor                        | Amanda Award                   | Kraftidioten                                     | Nominado  |
| 2013 | Best Actor                        | Amanda Award                   | Kon-Tiki                                         | Ganador   |
| 2013 | Best Male Actor in a Leading Role | Kanonprisen Award              | Kon-Tiki                                         | Nominado  |
| 2012 | Best Actor                        | Golden Screen Award            | Buzz Aldrin, hvor ble det av deg i alt mylderet? | Nominado  |
| 2010 | Best Supporting Actor             | Kanonprisen Award              | Jernanger                                        | Ganador   |
| 2009 | Best Male Actor in a Leading Role | Kanonprisen Award              | DeUsynlige                                       | Ganador   |